# California Seals
California Seals byl profesionální americký klub ledního hokeje, který sídlil v kalifornském městě Oakland. V roce 1967 působil v profesionální soutěži National Hockey League. Seals hrály ve své poslední sezóně v Západní divizi. Své domácí zápasy odehrával v hale Oakland–Alameda County Coliseum Arena s kapacitou 13 601 diváků. Klubové barvy byly zelená, královská modř a bílá.
California Seals se členy NHL staly 5. června 1967. V říjnu téhož roku nastoupili ke svému prvnímu zápasu v soutěži, ovšem už v prosinci 1967 se celek přejmenoval na Oakland Seals a "kalifornští tuleni" tak zanikají. Stali se po Montrealu Wanderers celkem s druhou nejkratší existencí v NHL.

## Umístění v jednotlivých sezonách
Stručný přehled
Zdroj: 
- 1966–1967: Western Hockey League

Jednotlivé ročníky
Zdroj: 
Legenda: Z - zápasy, V - výhry, VP - výhry v prodloužení, R - remízy, P - porážky, PP - porážky v prodloužení, VG - vstřelené góly, OG - obdržené góly, +/- - rozdíl skóre, B - body, KPW - Konference Prince z Walesu, CK - Campbellova konference, ZK - Západní konference, VK - Východní konference, fialové podbarvení - reorganizace, změna skupiny či soutěže
| USA / Kanada (1966 – 1967) |      |        |    |    |    |    |    |    |     |     |     |    |        |            |
| Sezóny                     | Liga | Úroveň | Z  | V  | VP | R  | PP | P  | VG  | OG  | +/- | B  | Pozice | Play-off   |
| 1966/67                    | WHL  | –      | 72 | 32 | –  | 10 | –  | 30 | 228 | 242 | -14 | 74 | 4.     | Semifinále |